# Statistiche e record della Juventus Football Club

Una formazione della Juventus nella stagione 1976-77, culminata in un double frutto della vittoria del campionato italiano – alla quota di 51 punti, record nella storia della Serie A a 16 squadre, nell'era dei due punti a vittoria – e della Coppa UEFA, primo trofeo confederale della società bianconera.

Nella presente pagina sono riportate le statistiche e i record della Juventus Football Club, società calcistica italiana per azioni con sede a Torino.

## Statistiche e record individuali
Il giocatore che detiene il record di presenze in Serie A, al settembre 2023, è Gianluigi Buffon con 480, cui vanno sommate altre 37 in Serie B che, complessivamente, ne fanno il giocatore juventino con il maggiore numero di presenze nei campionati italiani, 517.
Alessandro Del Piero detiene, invece, il record assoluto di presenze ufficiali con la maglia bianconera, 705, nonché quello di gol, 290 (188 in Serie A, 20 in Serie B, 28 nelle coppe nazionali, 53 nelle competizioni europee e uno in Coppa Intercontinentale). Il precedente record di gol, superato nel gennaio 2006, apparteneva a Giampiero Boniperti con 182.
Il migliore marcatore della Juventus in un campionato a girone unico fu Borel II, con 31 gol in 34 gare nel campionato 1933-34. L'ungherese Ferenc Hirzer, invece, detenne per tre anni (1926-1929) il record assoluto di gol segnati in una singola edizione del massimo campionato italiano, 35 in 26 incontri nella Prima Divisione 1925-1926, a pari merito con Julio Libonatti del Torino e Gunnar Nordahl del Milan, e alle spalle dei primatisti assoluti Gino Rossetti del Torino, Gonzalo Higuaín del Napoli e Ciro Immobile della Lazio a quota 36 reti.
Infine, Omar Sívori detiene, insieme a Silvio Piola della Pro Vercelli, il record di marcature in una singola partita: 6 gol, segnati all'Inter nella 28ª giornata del campionato 1960-61.

## Statistiche di squadra

### Bilancio incontri
|                                            |                                          | Competizione          | G    | V    | N    | P   | GF   | GS   |
| Competizioni nazionali                     |                                          |                       |      |      |      |     |      |      |
| Competizioni nazionali                     | Campionati a girone unico                |                       |      |      |      |     |      |      |
| ------------------------------------------ | ---------------------------------------- | --------------------- | ---- | ---- | ---- | --- | ---- | ---- |
| Competizioni nazionali                     | Campionati a girone unico                | Campionato di Serie A | 3114 | 1711 | 846  | 557 | 5415 | 2938 |
| Competizioni nazionali                     | Campionati a girone unico                | Campionato di Serie B | 42   | 28   | 10   | 4   | 83   | 30   |
| Competizioni nazionali                     | Campionati non a girone unico            |                       |      |      |      |     |      |      |
| Competizioni nazionali                     | Campionato a gironi                      | 423                   | 211  | 93   | 119  | 878 | 506  |      |
| Competizioni nazionali                     | Campionato Alta Italia                   | 24                    | 15   | 4    | 5    | 59  | 34   |      |
| Competizioni nazionali                     | Campionato F.I.F.                        | 10                    | 7    | 1    | 2    | 20  | 9    |      |
| Competizioni nazionali                     | Coppe / Altre competizioni nazionali     |                       |      |      |      |     |      |      |
| Competizioni nazionali                     | Coppa Italia                             | 416                   | 235  | 101  | 80   | 785 | 407  |      |
| Competizioni nazionali                     | Supercoppa italiana                      | 18                    | 8    | 3    | 7    | 30  | 25   |      |
| Competizioni nazionali                     | Coppa Federale                           | 12                    | 8    | 2    | 2    | 26  | 14   |      |
| Competizioni nazionali                     | Torneo di Capodanno                      | 4                     | 1    | 2    | 1    | 6   | 5    |      |
| Competizioni nazionali                     | Torneo Estivo                            | 5                     | 1    | 1    | 3    | 5   | 7    |      |
| Competizioni nazionali                     | Spareggi                                 |                       |      |      |      |     |      |      |
| Competizioni nazionali                     | Spareggio per Coppa UEFA                 | 3                     | 0    | 3    | 0    | 1   | 1    |      |
| Competizioni nazionali                     | Spareggio per Coppa dell'Europa Centrale | 1                     | 1    | 0    | 0    | 1   | 0    |      |
| Competizioni internazionali                |                                          |                       |      |      |      |     |      |      |
| Competizioni FIFA                          |                                          |                       |      |      |      |     |      |      |
| Coppa del mondo per club FIFA              | 4                                        | 2                     | 0    | 2    | 11   | 7   |      |      |
| Competizioni UEFA                          |                                          |                       |      |      |      |     |      |      |
| Coppa Intercontinentale UEFA-CONMEBOL      | 3                                        | 1                     | 1    | 1    | 3    | 3   |      |      |
| Coppa dei Campioni / UEFA Champions League | 311                                      | 157                   | 73   | 81   | 491  | 312 |      |      |
| - Coppa dei Campioni                       | 77                                       | 41                    | 15   | 21   | 124  | 71  |      |      |
| - UEFA Champions League                    | 234                                      | 116                   | 58   | 60   | 367  | 241 |      |      |
| Coppa delle Coppe UEFA                     | 27                                       | 17                    | 5    | 5    | 53   | 19  |      |      |
| Coppa UEFA / UEFA Europa League            | 128                                      | 79                    | 23   | 26   | 240  | 106 |      |      |
| - Coppa UEFA                               | 98                                       | 64                    | 11   | 23   | 200  | 83  |      |      |
| - UEFA Europa League                       | 30                                       | 15                    | 12   | 3    | 40   | 23  |      |      |
| Supercoppa UEFA                            | 3                                        | 3                     | 0    | 0    | 11   | 2   |      |      |
| Coppa Intertoto UEFA                       | 6                                        | 3                     | 3    | 0    | 14   | 4   |      |      |
| Totale competizioni UEFA                   | 478                                      | 260                   | 105  | 113  | 812  | 446 |      |      |
| Altre competizioni internazionali          |                                          |                       |      |      |      |     |      |      |
| Coppa dell'Europa Centrale                 | 32                                       | 17                    | 6    | 9    | 71   | 56  |      |      |
| Coppa Latina                               | 2                                        | 1                     | 0    | 1    | 5    | 6   |      |      |
| Torneo Internazionale dei Club Campioni    | 7                                        | 4                     | 2    | 1    | 18   | 11  |      |      |
| Coppa delle Fiere                          | 46                                       | 27                    | 11   | 8    | 78   | 37  |      |      |
| Coppa Mitropa                              | 6                                        | 3                     | 1    | 2    | 10   | 8   |      |      |
| Coppa delle Alpi                           | 13                                       | 8                     | 0    | 5    | 30   | 22  |      |      |
| Totale altre competizioni internazionali   | 106                                      | 60                    | 20   | 26   | 212  | 140 |      |      |
| TOTALE                                     | TOTALE                                   | TOTALE                | 4660 | 2548 | 1191 | 921 | 8344 | 4569 |

Dati aggiornati al 1º luglio 2025.

### Partecipazioni

#### Competizioni nazionali

##### Partecipazioni ai campionati
| Livello | Categoria           | Partecipazioni | Debutto | Ultima stagione | Totale |
| ------- | ------------------- | -------------- | ------- | --------------- | ------ |
| 1º      | Campionato Federale | 2              | 1901    | 1903            | 112    |
| 1º      | Prima Categoria     | 9              | 1904    | 1920-21         | 112    |
| 1º      | Prima Divisione     | 5              | 1921-22 | 1925-26         | 112    |
| 1º      | Divisione Nazionale | 4              | 1926-27 | 1945-46         | 112    |
| 1º      | Serie A             | 92             | 1929-30 | 2024-2025       | 112    |
| 2º      | Serie B             | 1              | 2006-07 | 2006-07         | 1      |

In 112 stagioni sportive a partire dall'esordio a livello nazionale il 14 aprile 1901, inclusi 20 campionati di Prima Categoria e Prima Divisione e Divisione Nazionale (A). Sono escluse le stagioni 1900, 1902, 1907, 1908, 1909, 1912-13 e 1920-21, nelle quali la Juventus non superò le eliminatorie regionali; la Coppa Federale 1915-16 e il Campionato Alta Italia 1944.

##### Partecipazioni alle coppe
| Categoria           | Partecipazioni | Debutto | Ultima stagione |
| ------------------- | -------------- | ------- | --------------- |
| Coppa Italia        | 77             | 1926-27 | 2024-2025       |
| Supercoppa italiana | 18             | 1990    | 2024            |

#### Competizioni internazionali

##### FIFA
| Competizione                  | Partecipazioni | Debutto | Ultima stagione | Totale |
| ----------------------------- | -------------- | ------- | --------------- | ------ |
| Coppa del mondo per club FIFA | 1              | 2025    | 2025            | 1      |

##### UEFA
| Competizione                               | Partecipazioni | Debutto | Ultima stagione | Totale |
| ------------------------------------------ | -------------- | ------- | --------------- | ------ |
| Coppa Intercontinentale                    | 3              | 1973    | 1996            | 63     |
| Coppa dei Campioni / UEFA Champions League | 38             | 1958-59 | 2024-25         | 63     |
| Coppa delle Coppe UEFA                     | 4              | 1965-66 | 1990-91         | 63     |
| Coppa UEFA / UEFA Europa League            | 15             | 1971-72 | 2022-23         | 63     |
| UEFA Europa Conference League              | 0              | 2023-24 | 2023-24         | 63     |
| Coppa Intertoto UEFA                       | 1              | 1999    | 1999            | 63     |
| Supercoppa UEFA                            | 2              | 1984    | 1996            | 63     |

##### Altre competizioni internazionali
| Competizione               | Partecipazioni | Debutto   | Ultima stagione | Totale |
| -------------------------- | -------------- | --------- | --------------- | ------ |
| Coppa dell'Europa Centrale | 7              | 1929      | 1938            | 19     |
| Coppa Rio                  | 1              | 1951      | 1951            | 19     |
| Coppa Latina               | 1              | 1952      | 1952            | 19     |
| Coppa Mitropa              | 1              | 1962      | 1962            | 19     |
| Coppa delle Alpi           | 3              | 1963      | 1968            | 19     |
| Coppa delle Fiere          | 6              | 1963-1964 | 1970-1971       | 19     |

## Record della squadra

### Primati e piazzamenti
|  | Per i record correlati ai trofei vinti della Juventus a livello professionistico e/o giovanile, si veda Palmarès della Juventus Football Club. |

|  | Per i record correlati con le convocatorie dei giocatori della Juventus alle diverse nazionali italiane, si veda Juventus Football Club e nazionali di calcio. |

#### A livello nazionale

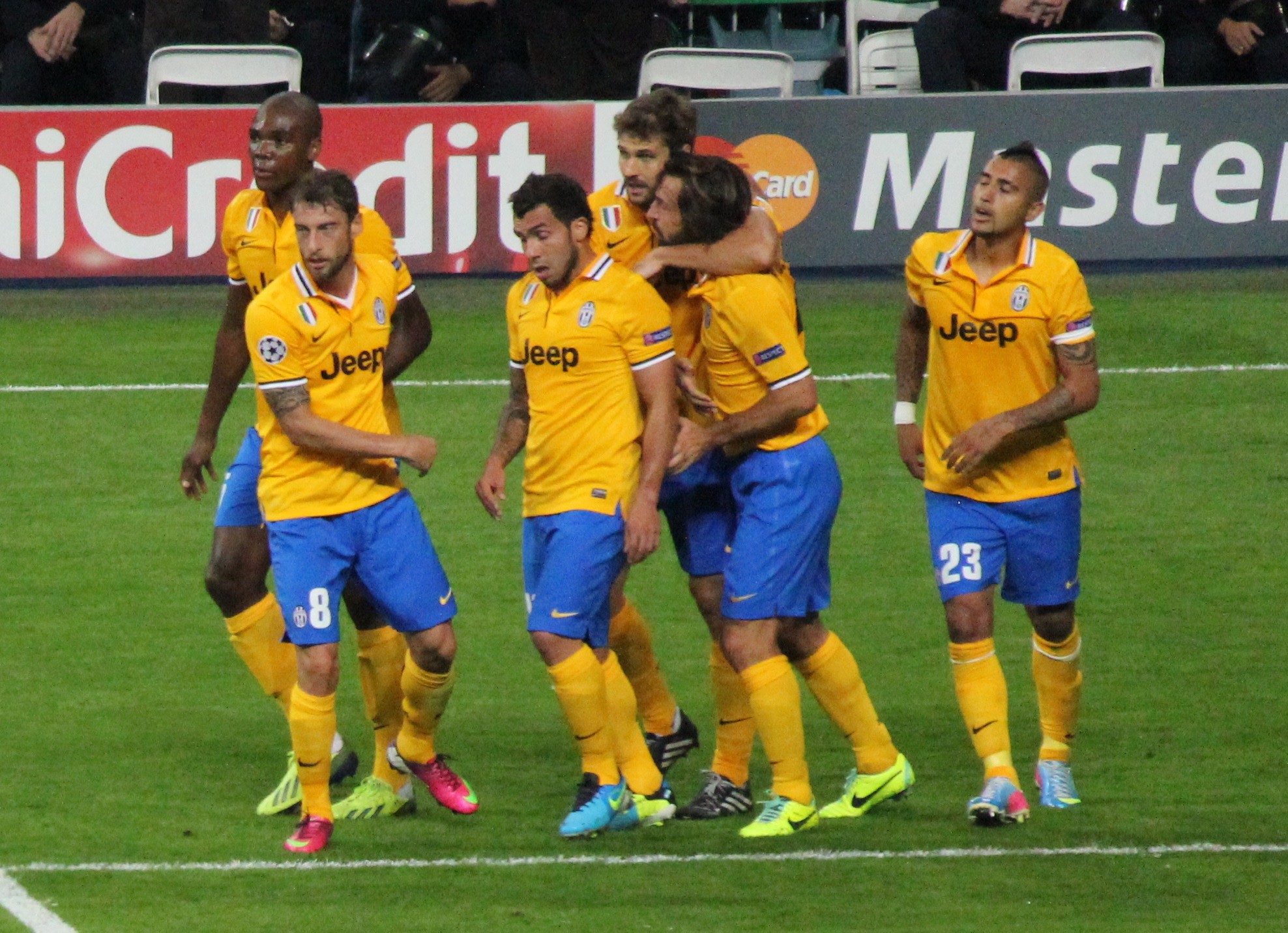
La Juventus della stagione 2013-14 vinse il suo 30º scudetto – primo club italiano a raggiungere la terza stella – alla quota di 102 punti, record nella storia dei campionati italiani e, più in generale, dei maggiori campionati nazionali d'Europa

La Juventus esordì nel campionato federale l'11 marzo 1900. Quella 2024-25 è la sua 120ª stagione sportiva; nelle 119 precedenti, ha partecipato a 111 campionati di massima serie (2 di Campionato Federale, 9 di Prima Categoria Nazionale, 5 di Prima Divisione, 4 di Divisione Nazionale e 91 di Serie A propriamente detta) e uno di Serie B (nel 2006-07), mentre in altre 7 occasioni non superò le eliminatorie del Comitato Regionale Piemontese.
Nel corso delle 117 stagioni nei campionati di massima serie la Juventus si è classificata al primo posto in 37 occasioni (record italiano), sebbene il club abbia in realtà vinto 36 titoli di campione d'Italia. La Juventus, inoltre, è giunta seconda in 21 tornei e terza in 13, totalizzando il 60,68% di piazzamenti nelle prime tre rispetto alle partecipazioni.
Dall'istituzione del campionato a girone unico nel 1929, la Juventus si è classificata 35 volte prima (record nazionale), sebbene il club abbia in realtà vinto 34 titoli di campione d'Italia da quel momento. Inoltre, si è piazzata 17 volte seconda e 10 volte terza; in sole 11 occasioni si è classificata oltre il 5º posto, ottenendo il suo peggior piazzamento sul campo nelle stagioni 1955-56 e 1961-62 con il 12º posto finale. Il peggior piazzamento in assoluto è stato invece il 20º posto assegnato a tavolino dalla Commissione di Appello Federale (CAF) nel 2005-06, come conseguenza dello scandalo Calciopoli, che ha determinato il declassamento in Serie B per la stagione successiva. Le due vittorie precedenti al campionato a girone unico sono del 1905 e del 1925-26. In tale periodo di tempo i bianconeri hanno preceduto i rossoneri del Milan 54 volte e l'Internazionale 49 volte. Da notare che nel campionato di Divisione Nazionale 1945-46 la Juventus ha chiuso il torneo in generale davanti ai rossoneri e ai nerazzurri.
La Juventus, oltre a essere la squadra che ha totalizzato il maggior numero di punti nella storia del campionato di Serie A (4935 punti Dati aggiornati al 25 maggio 2025), avendo vinto anche il maggior numero di edizioni disputate, vanta il primato per numero di partite vinte in campionato (1652), gol realizzati (5247), differenza reti (+2408), media di punti (1,57 a partita) e percentuale di vittorie (55,06%); avendo completato il torneo con il miglior attacco in 24 occasioni (record) e la miglior difesa in 24, di cui 8 consecutivi dalle stagioni 2011-12 al 2018-19 (idem) e detenendo la più lunga permanenza in vetta al massimo campionato italiano, sia per numero di giorni che per il numero di turni complessivi di Serie A (76 giornate consecutive dall'11 settembre 2004 al 14 maggio 2006).
Il club torinese detiene il record di punti ottenuti in una singola edizione del campionato di Serie A – e quarto a livello europeo –, con 102 punti (un record di 33 vittorie, 3 pareggi e 2 sconfitte) riusciti nella stagione 2013-14 (equivalenti all'89,47% del totale di punti con una media di 2,68 punti a partita, anch'esso record); divenendo la prima squadra nella storia della competizione ad avere vinto tutti i suoi incontri casalinghi (19).
La Juventus detiene anche il record di punti per girone, con 53 punti (un record di 17 vittorie e 2 pareggi) nel girone d'andata della stagione 2018-19 (92,98% del totale di punti con una media di 2,79 punti a partita).
Il 29 dicembre 2018 la squadra bianconera stabilì l'allora record di punti nel campionato di massima serie in un anno solare, superando di una lunghezza quello già raggiunto ventiquattro mesi prima: 101, a cavallo tra le stagioni 2017-18 e 2018-19, frutto di 32 vittorie, 5 pareggi e una sconfitta in 38 partite (88,60% del totale di punti, con una media di 2,66 punti a partita, anch'essi primati nazionali). Questo rimane tuttora un record societario, mentre a livello nazionale sarà poi superato dai 104 punti dell'Inter nel 2021 (sebbene i nerazzurri avranno a disposizione 5 partite in più).
La Juventus è inoltre una delle uniche due squadre ad aver vinto un campionato italiano di Serie A senza subire una sola sconfitta. Nella stagione 2011-12, la prima sotto la conduzione tecnica di Antonio Conte, la squadra bianconera stabilì il record nazionale d'imbattibilità stagionale nel torneo (38 incontri ripartiti in 23 vittorie e 15 pareggi), segnando 68 reti e subendone solamente 20.
Più genericamente, la squadra bianconera vanta la maggior serie di risultati utili consecutivi in competizioni ufficiali disputate nel corso di una singola stagione nella storia del calcio italiano: 42 partite incluse quattro nella coppa nazionale sino alla finale della sua 64ª edizione.
Nel maggio 2017 il club stabilì la striscia record di vittorie casalinghe in campionato (33, a cavallo delle stagioni 2015-16 e 2016-17).
Le tre squadre affrontate il maggior numero di volte dalla Juventus in gare ufficiali sono, al 28 novembre 2023, l'Inter (250 scontri diretti distribuiti in 112 vittorie, 62 pareggi e 76 sconfitte), il Milan (240, distribuiti in 93 vittorie, 77 pareggi e 70 sconfitte) e il Torino (207, distribuiti in 93 vittorie, 58 pareggi e 56 sconfitte). La squadra bianconera è anche quella che ha sconfitto tutti e tre i succitati club per il maggior numero di volte.
Negli scontri diretti in gare ufficiali è in vantaggio pressoché contro tutti gli avversari italiani, con le eccezioni delle scomparse US Milanese (6 vittorie, 3 pareggi e 7 sconfitte in 16 gare disputate), US Torinese (un pareggio e una sconfitta in 2 gare disputate) e Vigor Torino (una vittoria e una sconfitta in 2 gare disputate). La Juventus non ha mai perso, tra le squadre affrontate almeno in dieci occasioni, con Piacenza (15 vittorie, 3 pareggi in 18 gare disputate) e Biellese (10 vittorie e un pareggio in 11 gare disputate).
A livello di coppe nazionali la Juventus ha disputato un record di 22 finali di Coppa Italia (con un primato di 15 vittorie) e un record di 17 finali di Supercoppa italiana (9 vittorie, idem) per un totale di 38 finali, più di ogni altra squadra nella Penisola.
Nella stagione 1959-60 divenne la prima squadra a difendere con successo il trofeo della coppa nazionale vinto nell'edizione precedente, un traguardo bissato cinquantasei anni più tardi, divenendo in seguito la prima a vincerla per tre anni di fila (dal 2015 al 2017), ed estendendo il record di titoli vinti consecutivamente a quattro con la vittoria, senza aver subito reti durante il torneo, dell'edizione 2017-18. Le tre squadre incontrate più frequentemente in finale di Coppa Italia sono il Milan (4 vittorie e una sconfitta), la Lazio (2 vittorie e una sconfitta) e il Parma (una vittoria e 2 sconfitte). Singolarmente, pur essendo i due club che vantano il maggior numero di trofei vinti e di finali disputate, Juventus e Roma non si sono mai affrontate direttamente in finale di tale competizione.
Il club ha vinto la Supercoppa italiana solo quando vi ha partecipato come campione d'Italia (1995; 1997; 2002; 2003; 2012; 2013; 2015, 2018 e 2020). Su 18 partecipazioni globali, a tre è giunta come vincitrice della Coppa Italia (1990, 2021 e 2024) e nelle altre quindici come detentore dello Scudetto (oltre alle edizioni vinte già nominate, nel 1998, nel 2005, nel 2014, nel 2016, nel 2017, nel 2019 e nel 2020), mentre in cinque delle quindici edizioni citate (1995; 2015; 2016; 2017 e 2018) vi ha preso parte come detentrice sia del titolo di Lega sia della coppa nazionale, un record. Inoltre, con la vittoria della 25º edizione del torneo, la Juventus è diventata la prima squadra italiana ad averlo vinto in quattro continenti diversi: vale a dire in Europa (1995), Africa (2002), America (2003) e Asia (2012).
Alla Juventus appartiene anche il record di finali consecutive in Supercoppa italiana, dal 2012 al 2021, con 10 edizioni. In precedenza il primato apparteneva all'Inter, che aveva giocato 7 edizioni consecutive dal 2005 al 2011.
La Juventus ha centrato in sei occasioni il double nazionale,  ovvero aggiudicarsi il campionato italiano e la principale coppa nazionale in una stessa stagione, più di qualsiasi altra squadra del Paese – e di cui quattro volte consecutivamente, altro record –: quella bianconera ha realizzato la succitata doppietta con i successi in Serie A e Coppa Italia, rispettivamente nelle stagioni 1959-60, 1994-95, 2014-15, 2015-16, 2016-17 e 2017-18.
Al pari del Genoa, fu la prima squadra italiana ad avere partecipato a una competizione calcistica interfederale a livello professionistico (la Coppa dell'Europa Centrale 1929).
La Juventus detiene il record italiano di stagioni consecutive con almeno un trofeo ufficiale vinto, dieci (dal 2011-12 al 2020-21), mentre il periodo senza successi più lungo della società bianconera è di ventuno anni (dal 1905 al 1926, incluso il quadriennio 1915-1919, in cui le attività ufficiali della FIGC vennero sospese per la partecipazione del Paese alla prima guerra mondiale).

#### A livello internazionale
La Juventus vanta anche, tra tutti i club italiani, il maggior numero di stagioni disputate nelle coppe europee, 60 (considerando che nelle stagioni 2009-10, 2013-14 e 2022-23 ha partecipato prima alla fase a gironi di UEFA Champions League e, dopo la sosta invernale, a quella a eliminazione diretta di UEFA Europa League). Quella 2024-25 sarà dunque la sua 61ª stagione sportiva, di cui 28 in maniera consecutiva (dalla stagione 1963-64 alla stagione 1990-91), anch'esso un record. Di esse, 53 sono relative a partecipazioni in tornei ufficiali dell'UEFA (35 in Coppa dei Campioni/Champions League, 4 in Coppe delle Coppe e 14 in Coppe UEFA/Europa League) e 6 alla Coppa delle Fiere; nel computo globale delle competizioni a livello confederale, risulta il primo club italiano e quarto a livello europeo per numero di punti conquistati (588), ed è il club italiano e quarto nel continente con il maggior numero di partite disputate (453), vinte (250), gol realizzati (778), differenza reti (+362) e percentuale di vittorie (55,19%) a tutto il 26 agosto 2022.
I risultati nei tre tornei stagionali permisero al club di occupare il primo posto del ranking UEFA sette volte dalla sua istituzione nel 1979, corrispondenti ai quinquenni 1982-1986; 1983-1987; 1984-1988; 1987-1991; 1993-1997; 1995-1999 e 1996-2000 – primato italiano e secondo a livello europeo, ex aequo con il Barcellona, dopo il Real Madrid (15).
In ambito internazionale, le tre squadre affrontate il maggior numero di volte sono il Real Madrid (21 scontri diretti distribuiti in 9 vittorie, 2 pareggi e 10 sconfitte a tutto l'11 aprile 2018), il Manchester Utd (14, distribuiti in 6 vittorie, 2 pareggi e 6 sconfitte a tutto il 9 novembre 2018) e l'Ajax (14, distribuiti in 6 vittorie, 5 pareggi e 3 sconfitte a tutto il 10 aprile 2019). La Juventus è stata la prima società in Europa a battere in trasferta il Real Madrid (0-1 il 21 febbraio 1962 allo Stadio Santiago Bernabéu, prima sconfitta interna madridista nella competizione dopo 18 partite di cui 17 vinte e una pareggiata, e con un saldo di 80 reti a 11) e la prima società italiana a battere in trasferta il Manchester Utd (0-1 il 20 novembre 1996 all'Old Trafford).
La Juventus è anche l'unico club italiano ad essersi aggiudicato una manifestazione internazionale ufficiale con una rosa composta esclusivamente da calciatori provenienti da un solo Paese (Coppa UEFA 1976-77).
La squadra bianconera ha disputato un totale di 20 finali in competizioni ufficiali a livello internazionale, decima al mondo nonché sesta in Europa e seconda tra i club italiani in questa graduatoria. Delle 20 finali citate, 9 sono state giocate in Coppa dei Campioni/UEFA Champions League (2 vittorie complessive), una in Coppa delle Coppe (una vittoria), 4 in Coppa UEFA (3 vittorie), una in Coppa Intertoto UEFA (una vittoria), 2 in Supercoppa UEFA (2 vittorie) e 3 in Coppa Intercontinentale (2 vittorie). Inoltre, la Vecchia Signora è, assieme alla Fiorentina, l'unica squadra italiana ad avere disputato, almeno una volta, la finale nelle tre competizioni UEFA per club classiche, ovvero Coppa dei Campioni, Coppa delle Coppe e Coppa UEFA.
Sempre in ambito internazionale, nel dicembre 1985 la Juventus divenne il primo club ad avere vinto tutte le cinque competizioni ufficiali per squadre maschili organizzate allora dalla UEFA, un traguardo migliorato nell'agosto 1999 con il trionfo in un sesto torneo, la Coppa Intertoto UEFA, e in vigore fino a maggio 2022, data in cui si svolse la prima finale dell'Europa Conference League; contestualmente, la Juventus divenne uno dei cinque club ad essersi aggiudicato tutte le tre principali competizioni dell'UEFA. La Juventus fu la prima a raggiungere tale traguardo nel 1985, seguita dall'Ajax nel 1992, dal Bayern Monaco nel 1996, dal Chelsea nel 2013 e dal Manchester Utd nel 2017 oltreché l'unica a farlo sotto un'unica gestione tecnica; per tale ragione, le fu riconosciuta la speciale Targa UEFA.
La Juventus è uno degli unici tre club italiani ad avere realizzato in due occasioni il cosiddetto double internazionale con i successi in campionato e Coppa UEFA e campionato e Coppa delle Coppe, rispettivamente nelle stagioni 1976-77 e 1983-84.
La Juventus, uno degli unici due club italiani, sette europei e sedici a livello mondiale che hanno vinto almeno dieci trofei ufficiali in ambito internazionale, ha partecipato in tre delle cinque finali tra due squadre italiane nella storia delle competizioni gestite dall'UEFA: nella stagione 1989-90 contro la Fiorentina (3-1; 0-0), prima finale internazionale fra due squadre calcistiche italiane, nella stagione 1994-95 contro il Parma (1-1; 0-1) – entrambe per la Coppa UEFA – e nella stagione 2002-03 contro il Milan per la Champions League (0-0 dts; 2-3 ai calci di rigore).
La Juventus detiene anche il record di partecipazioni consecutive in fasi a eliminazione diretta in tornei organizzati dall'UEFA, avendo partecipato ad un totale di 54 partite dal 13 settembre 1994 al 21 aprile 1999; limitatamente alla Champions League sono 43 le partite consecutive disputate (dal 13 settembre 1995 al 21 aprile 1999), secondo miglior risultato a livello confederale, dietro le 47 partite consecutive del Real Madrid nel quadriennio 2015-2019. Nel succitato periodo 1994-1999, inoltre, la Juventus ha raggiunto la finale della competizione in cui era stata impegnata in 4 occasioni, record fra i club italiani.
Il club detiene il record italiano di imbattibilità in partite per competizioni internazionali a eliminazione diretta (secondo a livello europeo): 20 partite, dal 12 novembre 1969 al 22 marzo 1972.
La Juventus è, insieme ai tedeschi del Bayern Monaco, l'unica squadra europea ad aver disputato almeno una finale di Coppa dei Campioni-Champions League in ognuno dei cinque decenni tra gli anni 1970 e gli anni 2010.
La vittoria complessiva del club torinese in Coppa UEFA nella doppia finale dell'edizione 1992-93, contro il Borussia Dortmund, per 6-1 rappresentò il trionfo con il maggior scarto in una finale di questa competizione.

### Partite-record della squadra

#### Nei campionati italiani
| In casa - Vittoria con il massimo scarto: 7/10/1928: Juventus-Fiorentina 11-0 (*) (2ª g. 1928-29) 4/11/1928: Juventus-Fiumana 11-0 (*) (6ª g. 1928-29) 10/6/1961: Juventus-Inter 9-1 (**) (28ª g. 1960-61) - Sconfitta con il massimo scarto: 17/11/1912: Juventus-Torino 0-8 (*) (3ª g. 1912-13) 5/2/1950: Juventus-Milan 1-7 (**) (23ª g. 1949-50) - Pareggio con il massimo numero di gol: 15/2/1931: Juventus-Milan 3-3 (19ª g. 1930-31) 6/7/1947: Juventus-Lazio 3-3 (38ª g. 1946-47) 3/2/1957: Juventus-Lazio 3-3 (18ª g. 1956-57) 21/3/1971: Juventus-Torino 3-3 (22ª g. 1970-71) 30/11/1975: Juventus-Cesena 3-3 (7ª g. 1975-76) 13/5/1979: Juventus-Avellino 3-3 (30ª g. 1978-79) 6/1/2001: Juventus-Fiorentina 3-3 (13ª g. 2000-01) 14/10/2001: Juventus-Torino 3-3 (7ª g. 2001-02) 5/4/2009: Juventus-Chievo 3-3 (30ª g. 2008-09) 14/3/2010: Juventus-Siena 3-3 (28ª g. 2009-10) 12/9/2010: Juventus-Sampdoria 3-3 (2ª g. 2010-11) 2/2/2019: Juventus-Parma 3-3 (22ª g. 2018-19) 22/1/2023: Juventus-Atalanta 3-3 (19ª g. 2022-23) | In trasferta - Vittoria con il massimo scarto: 4/10/1914: Valenzana-Juventus 0-9 (*) (1ª g. 1914-15) 10/9/1950: Pro Patria-Juventus 0-7 (**) (1ª g. 1950-51) - Sconfitta con il massimo scarto: 14/1/1912: Milan-Juventus 8-1 (*) (13ª g. 1911-12) 4/4/1954: Inter-Juventus 6-0 (**) (27ª g. 1953-54) - Pareggio con il massimo numero di gol: 27/10/2024: Inter-Juventus 4-4 (9ª g. 2024-25) |

- Partita con il massimo numero di gol:
9/2/1913: Torino-Juventus 8-6 (*) (8ª giornata 1912-13)
7/10/1928: Juventus-Fiorentina 11-0 (*) (2ª g. 1928-29)
4/11/1928: Juventus-Fiumana 11-0 (*) (6ª g. 1928-29)
3/4/1932: Juventus-Bari 7-3 (**) (25ª g. 1931-32)
19/1/1947: Juventus-Venezia 7-3 (**) (17ª g. 1946-47)
5/5/1957: Juventus-Palermo 6-4 (**) (30ª g. 1956-57)
10/6/1961: Juventus-Inter 9-1 (**) (28ª g. 1960-61)

(*) Campionato Federale di Calcio (1898-1929).
(**) Campionato di Serie A (dal 1929).
La vittoria con la maggior differenza reti in una gara ufficiale è stata il 15-0 contro il Cento, nell'incontro di secondo turno della Coppa Italia 1926-27 disputato nell'omonima città. Il suddetto primato è anche record nella competizione a pari merito con l'incontro fra l'Alessandria e l'A.C. Bologna, disputatosi nel medesimo turno della citata edizione del torneo e terminato 17-2, e la partita fra il Cittadella e il Potenza concluso 15-0 nel primo turno eliminatorio dell'edizione 2015-16.

#### Nelle competizioni internazionali
| In casa - Vittoria con il massimo scarto: 16/9/1970: Juventus-Rumelange 7-0 (trentaduesimi di finale, gara d'andata Coppa delle Fiere 1970-71) 14/9/1983: Juventus-Lechia Danzica 7-0 (1ª fase, gara d'andata Coppa delle Coppe 1983-84) 17/9/1986: Juventus-Valur Reykjavík 7-0 (1ª fase, gara d'andata Coppa dei Campioni 1986-87) 10/12/2003: Juventus-Olympiacos 7-0 (1ª fase, 6ª g. Champions League 2003-04) - Sconfitta con il massimo scarto: 25/2/2003: Juventus-Manchester United 0-3 (seconda fase a gironi, 4ª g. Champions League 2002-03) 8/12/2009: Juventus-Bayern Monaco 1-4 (1ª fase, 6ª g. Champions League 2009-10) 3/4/2018: Juventus-Real Madrid 0-3 (3ª fase, gara d'andata Champions League 2017-18) 16/3/2022: Juventus-Villarreal 0-3 (2ª fase, gara di ritorno Champions League 2021-22) - Pareggio con il massimo numero di gol: 29/9/1982: Juventus-Hvidovre 3-3 (1ª fase, gara di ritorno Coppa dei Campioni 1982-83) 16/9/2010: Juventus-Lech Poznań 3-3 (1ª fase, 1ª g. Europa League 2010-11) | In trasferta - Vittoria con il massimo scarto: 15/9/1971: Marsa-Juventus 0-6 (1ª fase, gara d'andata Coppa UEFA 1971-72) - Sconfitta con il massimo scarto: 1/10/1958: Wiener-Juventus 7-0 (1ª fase, gara di ritorno Coppa dei Campioni 1958-59) - Pareggio con il massimo numero di gol: 13/9/2000: Amburgo-Juventus 4-4 (1ª fase a gironi, 1ª g. Champions League 2000-01) |

### Partite centenarie
| Numero | Data             | Incontro               | Risultato | Competizione    |
| ------ | ---------------- | ---------------------- | --------- | --------------- |
| 100    | 16 novembre 1913 | Como-Juventus          | 1-3       | Prima Categoria |
| 500    | 23 ottobre 1932  | Juventus-Pro Patria    | 2-0       | Campionato      |
| 1000   | 11 gennaio 1948  | Juventus-Fiorentina    | 3-0       | Campionato      |
| 1500   | 30 aprile 1961   | Sampdoria-Juventus     | 3-2       | Campionato      |
| 2000   | 8 giugno 1972    | Juventus-Torino        | 2-1       | Coppa Italia    |
| 2500   | 22 giugno 1983   | Juventus-Hellas Verona | 3-0       | Coppa Italia    |
| 3000   | 5 dicembre 1993  | Juventus-Napoli        | 1-0       | Campionato      |
| 3500   | 18 ottobre 2003  | Ancona-Juventus        | 2-3       | Campionato      |
| 4000   | 3 febbraio 2013  | Chievo-Juventus        | 1-2       | Campionato      |
| 4500   | 21 ottobre 2022  | Juventus-Empoli        | 4-0       | Campionato      |

### Piazzamenti-record della squadra in Serie A
| Punti - Maggior numero di punti in un campionato: - Vittoria da 2 punti: A 16 squadre: 51 (stagione 1976-77). A 18 squadre: 55 (stagioni 1930-31 e 1959-60). A 20 squadre: 62 (stagione 1949-50). A 21 squadre: 49 (stagione 1947-48). - Vittoria da 3 punti (dal 1994): A 18 squadre: 74 (stagione 1997-98). A 20 squadre: 102 (stagione 2013-14). - Minor numero di punti in un campionato: - Vittoria da 2 punti: A 16 squadre: 29 (stagione 1938-39). A 18 squadre: 29 (stagione 1961-62). A 20 squadre: 44 (stagione 1948-49). A 21 squadre: 49 (stagione 1947-48). - Vittoria da 3 punti (dal 1994): A 18 squadre: 54 (stagione 1998-99). A 20 squadre: 55 (stagione 2009-10). - Maggior punti di vantaggio sulla seconda classificata (con la Juventus campione d'Italia come riferimento): 17 (stagioni 2013-14 e 2014-15). | Reti - Maggior numero di reti segnate in un campionato: A 16 squadre: 75 (stagione 1942-43). A 18 squadre: 92 (stagione 1959-60). A 20 squadre: 103 (stagione 1950-51). A 21 squadre: 74 (stagione 1947-48). - Minor numero di reti segnate in un campionato: A 16 squadre: 28 (stagione 1938-39). A 18 squadre: 32 (stagione 1955-56). A 20 squadre: 54 (stagione 2023-24). A 21 squadre: 74 (stagione 1947-48). - Maggior numero di reti subite in un campionato: A 16 squadre: 55 (stagione 1942-43). A 18 squadre: 56 (stagione 1961-62). A 20 squadre: 56 (stagione 2009-10). A 21 squadre: 48 (stagione 1947-48). - Minor numero di reti subite in un campionato: A 16 squadre: 14 (stagione 1981-82). A 18 squadre: 19 (stagione 1966-67). A 20 squadre: 20 (stagioni 2011-12 e 2015-16). A 21 squadre: 48 (stagione 1947-48). |

- Maggior numero di vittorie in un campionato:
A 16 squadre: 23[60] (stagione 1976-77).
A 18 squadre: 25 (stagioni 1930-31; 1932-33 e 1959-60).
A 20 squadre: 33[60] (stagione 2013-14).
A 21 squadre: 19 (stagione 1947-48).
- Minor numero di vittorie in un campionato:
A 16 squadre: 8 (stagione 1938-39).
A 18 squadre: 8 (stagione 1955-56).
A 20 squadre: 15 (stagione 2010-11).
A 21 squadre: 19 (stagione 1947-48).
- Maggior numero di pareggi in un campionato:
A 16 squadre: 14 (stagioni 1977-78 e 1984-85).
A 18 squadre: 17 (stagione 1955-56).
A 20 squadre: 16 (stagione 2024-25).
A 21 squadre: 11 (stagione 1947-48).
- Minor numero di pareggi in un campionato:
A 16 squadre: 5 (stagioni 1942-43 e 1976-77).
A 18 squadre: 4 (stagioni 1932-33 e 1994-95).
A 20 squadre: 3[65] (stagione 2013-14).
A 21 squadre: 11 (stagione 1947-48).
- Maggior numero di sconfitte in un campionato:
A 16 squadre: 10 (stagioni 1940-41; 1941-42 e 1987-88).
A 18 squadre: 15 (stagione 1961-62).
A 20 squadre: 15 (stagione 2009-10).
A 21 squadre: 10 (stagione 1947-48).

- Minor numero di sconfitte in un campionato:
A 16 squadre: 1[66] (stagione 1977-78).
A 18 squadre: 2 (stagione 1997-98).
A 20 squadre: 0[60] (stagione 2011-12).
A 21 squadre: 10 (stagione 1947-48).
- Maggior numero di vittorie iniziali consecutive:
9[67] (stagione 2005-06).
- Maggior numero di vittorie consecutive:
15[68] (tra l'11ª e la 25ª giornata della stagione 2015-16).
- Maggior numero di pareggi consecutivi:
7 (tra la 6ª e la 12ª giornata della stagione 1970-71).
- Maggior numero di sconfitte consecutive:
7 (tra la 28ª e la 34ª giornata della stagione 1961-62).
- Più lunga serie positiva di partite (senza sconfitte):
49 (tra la 38ª giornata della stagione 2010-11 e la 10ª giornata della stagione 2012-13).
- Più lunga serie negativa di partite (senza vittorie):
13 (tra la 18ª e la 31ª giornata della stagione 1955-56; tra la 25ª giornata della stagione 1961-62 e la 3ª giornata della stagione 1962-63).

Fonte:  Archivio Statistico Juventus FC: I più e meno della Juventus nel campionato di Serie A (Girone Unico), su juworld.net.

## Altre statistiche e primati

### Campionato
- Nei tornei a girone unico, la Juventus si è laureata «campione d'inverno» in 31 occasioni: 1930-31, 1931-32, 1935-36, 1946-47, 1949-50, 1951-52, 1953-54, 1957-58, 1959-60, 1962-63, 1971-72, 1972-73, 1974-75, 1975-76, 1976-77, 1977-78, 1983-84, 1985-86, 1994-95, 1996-97, 1997-98, 1999-2000, 2004-05, 2005-06, 2011-12, 2012-13, 2013-14, 2014-15, 2016-17, 2018-19 e 2019-20. In 22 stagioni ha poi vinto il campionato.
- Nell'unico torneo disputato in serie cadetta, la Juventus ha subìto metà delle sconfitte (2 su 4) al Danilo Martelli di Mantova.
- Al debutto in Campionato, dal 1929-30 al 2017-18, i bianconeri hanno ottenuto: 57 vittorie, 22 pareggi, 7 sconfitte.[69] Inoltre, dal 1982-83 al 2010-11 i bianconeri non hanno mai esordito perdendo (per un totale di 27 gare).
- Il 23 agosto 2015, venendo battuta in casa dall'Udinese, la squadra ha esordito per la prima volta con una sconfitta di fronte al proprio pubblico.[70]

### Stracittadine
- Nelle 72 stagioni di massima serie disputate contemporaneamente da Juventus e Torino, i bianconeri hanno preceduto in classifica i granata per 57 volte (di cui una vincendo uno spareggio per la qualificazione in Coppa UEFA, nella Serie A 1987-1988), mentre il club torinista ha superato quello juventino per 14 volte, e in una sola occasione (Serie A 1955-1956) le squadre hanno ottenuto un piazzamento a pari merito.[71]

### Coppe europee
- In 4 partecipazioni alla Coppa delle Coppe, la Juventus vanta una vittoria e due semifinali.
- La squadra bianconera ha partecipato per 25 volte al girone autunnale delle coppe europee, superandolo in 20 (nel 2002-03 ha preso parte anche alla seconda fase a gruppi): solamente nel 2000-01 (Champions League) e 2010-11 (Europa League) è stata eliminata completamente dalle coppe europee in quella stagione.
- Per quanto riguarda i turni preliminari, la Juventus vi ha partecipato nel 2004-2005 e nel 2008-09 in Champions League (terzo turno preliminare), e nel 2010-2011 in Europa League, eliminando in quest'ultimo caso due avversarie (terzo turno preliminare e spareggi).